# Vaccinium papillatum
Vaccinium papillatum är en ljungväxtart som beskrevs av P. F. Stevens. Vaccinium papillatum ingår i Blåbärssläktet, och familjen ljungväxter. Inga underarter finns listade i Catalogue of Life.